# Негежма (река)
Негежма — река в России, протекает по Лодейнопольскому району Ленинградской области. Устье реки находится в 80 км по правому берегу Свири, напротив города Свирьстрой. Длина реки составляет 12 км, площадь водосборного бассейна — 57,5 км².
Населённых пунктов на реке нет.

## Данные водного реестра
По данным государственного водного реестра России относится к Балтийскому бассейновому округу, водохозяйственный участок реки — Свирь, речной подбассейн реки — Свирь (включая реки бассейна Онежского озера). Относится к речному бассейну реки Нева (включая бассейны рек Онежского и Ладожского озера).
Код объекта в государственном водном реестре — 01040100812102000012744.